# Olena Jatsenko
Olena Jatsenko, född 4 oktober 1977 i Charkov (nu Charkiv), Ukrainska SSR, Sovjetunionen, är en ukrainsk handbollsspelare.
Hon tog OS-brons i damernas turnering i samband med de olympiska handbollstävlingarna 2004 i Aten.